# Nerw dodatkowy

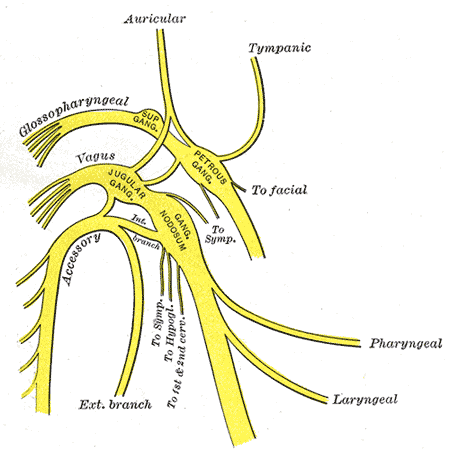
Schemat anatomicznych stosunków nerwów czaszkowych: IX, X i XI.

Nerw dodatkowy (łac. nervus accessorius, ang. accessory nerve) – w anatomii człowieka XI nerw czaszkowy. 
Ma charakter ruchowy, a jego włókna mają początek w dwóch jądrach ruchowych:
- jądrze czaszkowym nerwu dodatkowego (nucleus cranialis nervi accesorii), będącym przedłużeniem jądra dwuznacznego (tj. jądra ruchowego nerwu językowo-gardłowego i nerwu błędnego), znajdującym się w grzbietowej części rdzenia przedłużonego;
- jądrze rdzeniowym nerwu dodatkowego (nucleus spinalis nervi accessorii), leżącym w rdzeniu kręgowym, ku tyłowi od słupów przednich, sięgającym do 5–7 segmentu szyjnego.

Korzeń czaszkowy (radix cranialis) nerwu dodatkowego odchodzi od jądra czaszkowego. Wychodzi z rdzenia przedłużonego w bruździe tylno-bocznej, pomiędzy oliwką a konarem dolnym móżdżku.
Korzeń rdzeniowy (radix spinalis) opuszcza rdzeń kręgowy w postaci kilkunastu włókien, które ukazują się między przednimi i tylnymi korzeniami nerwów rdzeniowych, tworząc wspólny pień (nervus accessorius spinalis), który przez otwór wielki wchodzi do dołu tylnego czaszki.
Z obu korzeni, w dole tylnym czaszki, powstaje pień nerwu dodatkowego, który opuszcza jamę czaszki przez boczną część otworu szyjnego i dostaje się do przestrzeni przygardłowej. Tam nerw dodatkowy dzieli się na gałęzie końcowe: wewnętrzną i zewnętrzną.
Gałąź wewnętrzna (ramus internus) jest słabszą gałęzią; tworzona głównie przez włókna korzenia czaszkowego. Łączy się z pniem nerwu błędnego, dochodząc do niego między jego zwojem górnym i dolnym. Prowadzi dodatkowe włókna zaopatrujące gardło (przede wszystkim mięsień zwieracz górny gardła) i, prawdopodobnie, także krtań oraz przełyk.
Gałąź zewnętrzna (ramus externus) tworzona jest głównie przez neuryty jądra rdzeniowego (włókna części rdzeniowej). Biegnie przez tylną część trójkąta tętnicy szyjnej. Następnie przebija mięsień mostkowo-obojczykowo-sutkowy na wysokości kąta żuchwy i trzonu kręgu C3, unerwiając go. Dalej biegnie pod tym mięśniem, a następnie skośnie w dół i bok, w obrębie trójkąta łopatkowo-czworobocznego, dochodząc do przedniego brzegu mięśnia czworobocznego (ok. 2 cm powyżej obojczyka), zaopatrując go.

## Patologia
Jednostronne porażenie powoduje utrudnienie rotacji głowy w stronę zdrową, opuszczenie barku po stronie chorej i brak możliwości uniesienia ramienia ponad kąt prosty. Obustronne porażenie wiąże się z brakiem możliwości utrzymania głowy w pozycji wyprostowanej oraz utrudnionym zginaniem głowy do przodu jak i do tyłu.